# Білянська Анжела Михайлівна
Білянська Анжела Михайлівна (нар.. 3 липня 1967, Москва) — російська акторка театру і кіно.

## Життєпис
Анжела Білянська народилася 3 липня 1967 року в Мінську.
У 1990 році закінчила Школу-студію МХАТ на курсі Олександра Калягіна. У 1991 році стала акторкою Московського Міжнародного театрального Центру імені М. Н. Єрмолової під керуванням художнього керівника В. В. Фокіна.
З 2000 року по теперішній час — акторка театру «Et Cetera». Художній керівник театру Олександр Калягін: «Моя учениця. ... Я довго умовляв її увійти до нашої трупи і був радий, коли вона прийшла працювати в театр „Et Cetera“. Анжела — акторка тонка і стильна, у неї чудовий сценічний смак».
Знімалася у фільмі «Дюба-дюба» (режисер Олександр Хван). У 1993 році фільм був учасником Міжнародного кінофестивалю в Каннах.
Анжела Білянська знімалася в серіалі «Таксистка» (режисерка Ольга Музальова).
Була ведучою програми «Я — мама» на каналі ТВ Центр.
За роль Марини Мнішек у виставі Андрія Максимова «Комедія про справжню біду московської держави, про царя Бориса і про Гришку Отрепьєва…» була названа газетою «Комсомольская правда» найкращою акторкою сезону.
У 2008 році Анжела Білянська озвучила анімаційну персонажку — кішку Рукавицю в тривимірному анімаційному фільмі «Вольт».
У 2016 році отримала звання «Почесний діяч мистецтв міста Москви».

## Театральні постановки
- 2012 р. «Моя Марусечка»
- 2011 р. «Пригоди Шипова, або старовинний водевіль»
- 2010 р. «Ваня і Крокодил»
- 2010 р. «Надія, віра і любов…»
- 2008 р. «Королевська корова»
- 2007 р. «451 за Фаренгейтом»
- 2003 р. «Люсьет Готьє, або Стріляй відразу!»
- 2001 р. «Король Убю»
- 1999 р. «Таємниця тітоньки Мелкін»
- 1999 р. «„Сальєрі Forever“»

## Вибрана фільмографія
- 1977 — Три веселі зміни — Шура
- 1992 — Дюба-дюба — Таня Воробйова
- 1995 — Червона вишня
- 1996 — Мистецтво вмирати
- 2004 — Таксистка — Наташа (в одному епізоді)
- 2008 — Вольт (мультфільм) — Рукавиця (озвучування)
- 2009 — Супер Ріно (мультфільм) — Рукавиця (озвучування)
- 2015 — Метод — жертва Птахи
- 2016 — Кухня — Галина, мати Свєти